# Черноглазов, Порфирий Дмитриевич
Порфи́рий Дми́триевич Черногла́зов (1856 — 1939) — русский генерал-майор, герой Первой мировой войны.

## Биография
Православный. Из потомственных дворян Екатеринославской губернии.
По окончании Киевской 2-й гимназии в 1873 году, поступил вольноопределяющимся в 45-й пехотный Азовский полк. В 1877 году окончил Киевское пехотное юнкерское училище, откуда выпущен был прапорщиком в 125-й пехотный Курский полк.
Чины: подпоручик (1881), поручик (за отличие, 1883), штабс-капитан (1891), капитан (за отличие, 1899), подполковник (за отличие, 1902), полковник (за отличие, 1906), генерал-майор (1915).
В рядах Курского пехотного полка вступил в русско-турецкую войну 1877—1878 годов, участвовал в походах и сражениях Рущукского отряда, был контужен. После войны служил в своем полку до назначения старшим адъютантом штаба 32-й пехотной дивизии в 1885 году. В 1895—1903 годах заведывал Оренбургским местным лазаретом, затем командовал 216-м запасным батальоном (1904—1906) и 201-м пехотным Лебединским резервным батальоном (1908—1910).
15 сентября 1911 года назначен командиром 35-го пехотного Брянского полка, с которым вступил в Первую мировую войну. Был награждён Георгиевским оружием
За то, что в бою 14 августа 1914 г. атаковал и занял со своим полком ряд укрепленных позиций и весьма важных пунктов с высотой 410.
2 ноября 1914 года отчислен в резерв чинов при штабе Киевского военного округа. 22 января 1915 года произведен в генерал-майоры, а 17 июня 1916 года назначен начальником 36-й пехотной запасной бригады, входившей в состав 11-й армии. Командовал бригадой вплоть до развала армии в 1917 году.
С мая 1918 года служил в гетманской армии, был переименован в генеральные хорунжие, состоял членом Думы Георгиевских кавалеров. Прибыв в Добровольческую армию из Киева в конце 1918 года, был назначен председателем наградной комиссии при штабе Главнокомандующего. В 1920 году эвакуирован из Крыма в Галлиполи.
В эмиграции в Болгарии, жил в Софии. Получил небольшую пенсию от болгарского правительства за участие в войне 1877—1878 годов, был награждён Офицерским крестом "за храбрость" 2-й степени. Участвовал в работе 3-го отдела РОВСа. До конца жизни состоял председателем болгарского отдела Объединения киевлян-константиновцев, почетным членом правления Общества галлиполийцев (с 1927) и председателем Союза Георгиевских кавалеров в Болгарии (с 1933). В 1936 году он был объявлен почётным гражданином Разграда.
Скончался в 1939 году. Похоронен на Центральном Софийском кладбище.

## Награды
- Орден Святой Анны 4-й ст. (1879)
- Орден Святой Анны 3-й ст. (1893)
- Орден Святого Станислава 2-й ст. (1909)
- Орден Святого Владимира 3-й ст. (ВП 21.03.1913)
- Георгиевское оружие (ВП 09.03.1915)

Иностранные:
- болгарский Орден «За храбрость» 2-й ст.